# عظاءة جهضمية
عظاءة جهضمية (الاسم العلمي: Capitosaurus)، جنس منقرض من مقسومات الفقار الذي عُثر على بقاياه في سبيتسبرغن وألمانيا. يبلغ طول جمجمته 30 سم، ويبلغ طوله الإجمالي أكثر من 122 سم.